# Mont Yūbari
Le mont Yūbari (夕張岳, Yūbari-dake) est une montagne des monts Yūbari culminant à 1 668 m d'altitude à la limite des bourgs de Minamifurano et Yūbari sur l'île de Hokkaidō au Japon.